# Steaua Bukarest (Fußball)
Die Fußballabteilung des am 7. Juni 1947 gegründeten Sportvereins CSA Steaua Bukarest existiert seit ihrer Wiedereröffnung 2017. Die erste Mannschaft spielt in der Liga II. Der Wiedereröffnung vorausgegangen war ein Rechtsstreit des rumänischen Verteidigungsministeriums mit George Becali, der die 1998 ausgelagerte Abteilung 2003 als privatisiertes Unternehmen erworben hatte und die Rechte am Logo und am Namen verlor. Das Unternehmen benannte sich im April 2017 in FCSB Bukarest um und gab sich ein neues Logo. Die wiedereröffnete Fußballabteilung nahm zur Saison 2017/18 unter dem Namen Steaua Bukarest mit dem zuvor vom privaten Unternehmen genutzten Logo den Spielbetrieb in der Liga IV auf.

## Geschichte
Im Dezember 2014 fällte Rumäniens Oberster Gerichtshof ein Urteil, wonach es der Aktiengesellschaft nicht mehr erlaubt ist, den Namen Steaua zu benutzen, sein Logo zu verwenden und die Vereinsfarben Blau und Rot zu tragen. Hintergrund ist eine Klage des rumänischen Verteidigungsministeriums, das die Verwendung der militärischen Symbole durch den nicht mehr der Armee unterstehenden Verein verboten sehen wollte. Nach der Entscheidung des Rechtsstreits bestritt der Klub sein Spiel gegen CSMS Iași in gelben Trikots und unter der Bezeichnung „Rumänischer Meister“.  Am 15. Januar 2015 einigten sich beide Parteien darauf, dass die Aktiengesellschaft vorerst die Nutzungsrechte für seinen Namen Steaua sowie für das Vereinslogo und die Vereinsfarben behält. Zum 1. April 2017 änderte die Aktiengesellschaft den Klubnamen in SC Fotbal Club FCSB SA (im deutschen Sprachraum FCSB Bukarest) und gab sich ein neues Logo.
Seit der Saison 2017/18 tritt der Armeesportklub mit seiner wiedereröffneten Fußballabteilung als Steaua Bukarest in der Liga IV an. Wie FCSB Bukarest beruft sich der Armeesportklub auf die Historie und die gewonnenen Titel. Im April 2018 stellte der Verein beim Derby gegen Rapid Bukarest einen rumänischen Zuschauerrekord für die 4. Liga auf: Das in die Arena Națională verlegte Spiel besuchten 36.276 Zuschauer. 2017/18 und 2018/19 erreichte man die Aufstiegsplayoffs, verlor diese aber jeweils. In der Saison 2019/20 gelang schließlich der Aufstieg in die Liga III und in der Saison 2020/21 der Durchmarsch in die Liga II.
In der Saison 2021/22 erreichte Steaua Bukarest den 4. Platz und qualifizierte sich damit für die Aufstiegsplayoffs zur Liga 1. Der rumänische Fußballverband erklärte den Verein jedoch für nicht aufstiegsberechtigt, da er sich in öffentlich-rechtlicher Hand befindet und eine Teilnahme an der von der Liga Profesionistă de Fotbal betriebenen Liga daher nicht erlaubt ist. In den Playoffs erreichte Steaua erneut den 4. Platz und hätte eine Relegation gegen den 14. der Liga 1 gespielt. Anstelle der Bukarester absolvierte der Fünfte CS Concordia Chiajna die Partien.

## Trainerhistorie
- 2017–2018: Ion Ion
- 2018–2019: Marius Lăcătuș
- seit 2019: Daniel Oprița

## Stadion
Steaua Bukarest trug seine Heimspiele zunächst auf einem Nebenplatz des Ghencea-Stadions aus, der 1.500 Zuschauern Platz bot. Das Ghencea-Stadion wurde abgerissen, um an gleicher Stelle das Stadionul Steaua mit 31.254 Plätzen zu bauen. Dort spielt Steaua Bukarest seit Juli 2021.